# Shirley Mallmann
Shirley Patricia Mallmann (Lajeado, 15 de fevereiro de 1977) é uma modelo brasileira. Foi a primeira grande top model do Brasil, abrindo caminho para as modelos brasileiras no exterior. Imortalizada como a modelo do primeiro perfume de Jean Paul Gaultier, "Classique", cujo vidro reproduz um tronco feminino com uma cintura mínima. Mallmann foi nomeada "celebridade do ano" pelo canal de TV americano E! em 1999. A modelo Ana Hickmann citou Mallmann como uma de suas referências entre as modelos.

## Biografia
Antes de se tornar modelo, Shirley Mallmann trabalhava como operária em uma fábrica de sapatos em Santa Clara do Sul, no Rio Grande do Sul, sendo descoberta pela empresária de moda Marla Drebes, que também foi responsável pela descoberta de outras tops, como Jeísa Chiminazzo.
Além do Português, Mallmann também fala Alemão, Inglês e Italiano.
Imortalizada como modelo do primeiro perfume de Jean Paul Gaultier, "Classique", a gaúcha estrelou o Calendário Pirelli e desfilou para Dolce & Gabbana, Valentino, Armani, Helmut Lang, Dior e Prada, entre outros.
Em 1999, Mallmann foi nomeada "celebridade do ano" pelo canal de TV americano E!.
Afastou-se do mundo da moda para cuidar de seu primeiro filho, Axil, nascido em 2002. Voltou as passarelas em 2003 e passou a fazer trabalhos mais comerciais.
Em 2008, grávida do segundo filho, a top, radicada há 12 anos nos EUA, fez uma breve visita ao Brasil para estrelar a campanha de inverno da "grife" Patachou.
Em 2010, estrelou a campanha da Silverlab, numa linha mais específica desenvolvida pela grife Colcci. Em 2014 retornou às passarelas exibindo sua boa forma na SPFW. Uma semana depois, foi chamada para estrelar a campanha Outono-Inverno da famosa marca de bolsas Queens Paris, da Santino.
Mallmann tem o recorde de capas para a revista brasileira Donna, tendo aparecido em 8 capas entre os anos de 1995 a 2013.

## Vida pessoal
Mallmann foi casada com o cabeleireiro americano de ascendência birmanesa Zaiya Latt, com quem tem dois filhos, Axil (nascido em 2002), e Ziggy (nascido em 2008).